# Tres Arroyos (Buenos Aires)
Tres Arroyos (vrij vertaald: 'Drie Rivieren') is een plaats in de provincie Buenos Aires in Argentinië. De plaats is gelegen in het zuidoosten van de provincie.

## Nederlandse immigratie
Eind 19e eeuw heeft Argentinië veel immigranten binnengehaald door de overtocht naar Argentinië gratis te maken. Vanuit Nederland vertrokken de eerste migranten rond 1889. Deze groep, die voornamelijk bestond uit gereformeerde boeren, vestigde zich o.a. in Tres Arroyos. De afstammelingen van deze eerste Nederlandse immigranten voelen ook nu nog verbondenheid met het land waar hun voorouders vandaan zijn gekomen. De aanwezigheid van een Nederlands consulaat in Tres Arroyos is daar een teken van.
Tijdens haar staatsbezoek aan Argentinië heeft Koningin Beatrix, op 31 maart 2006, onder meer de 'Nederlandse' gemeenschap in Tres Arroyos bezocht. Op 22 april 1951 was haar vader Bernhard haar voorgegaan.

## Galerij

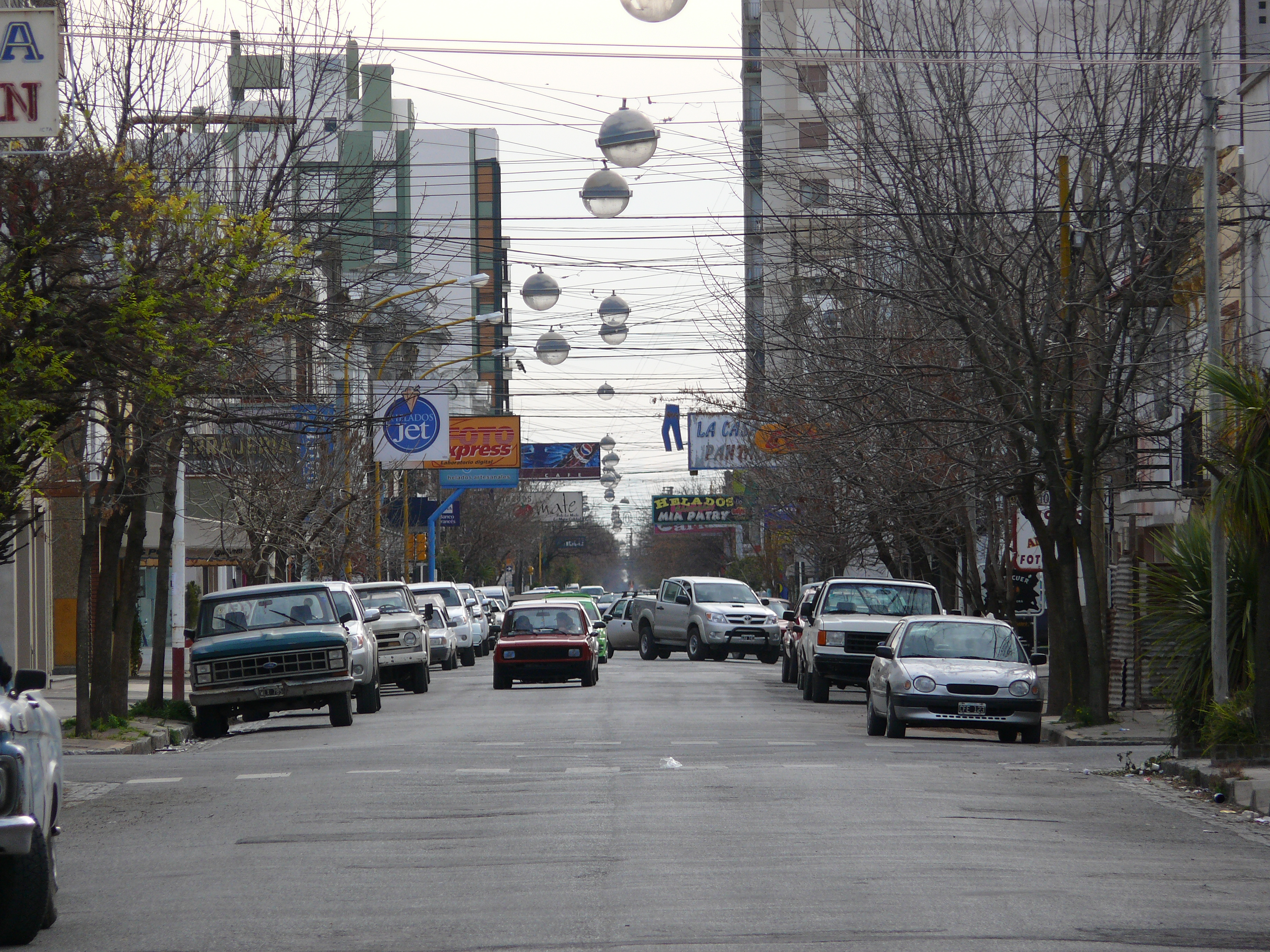
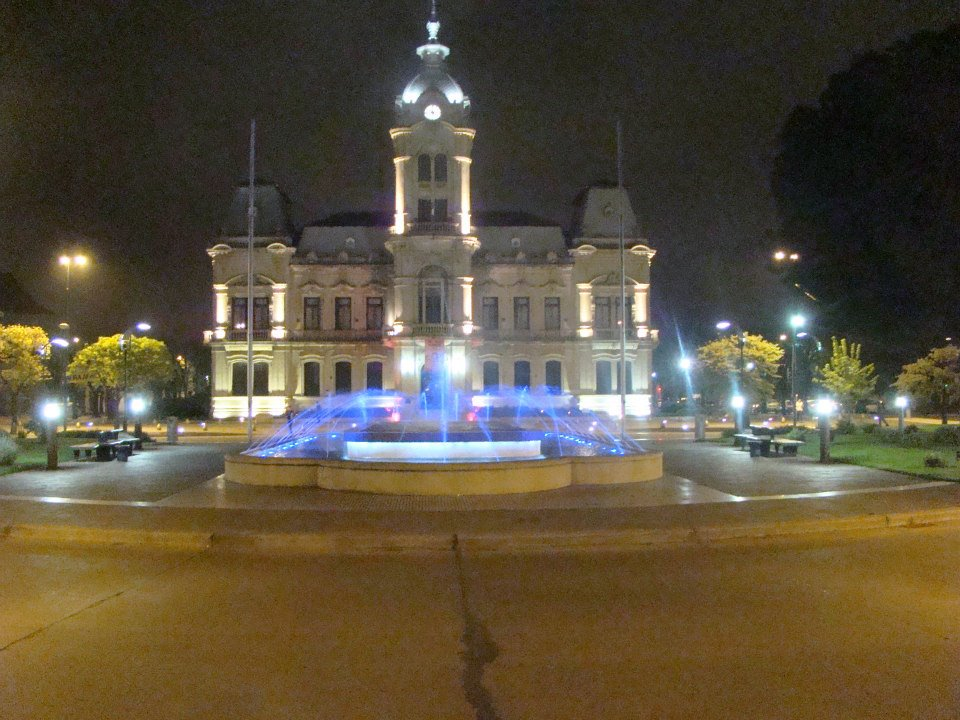
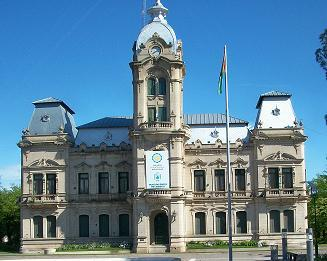
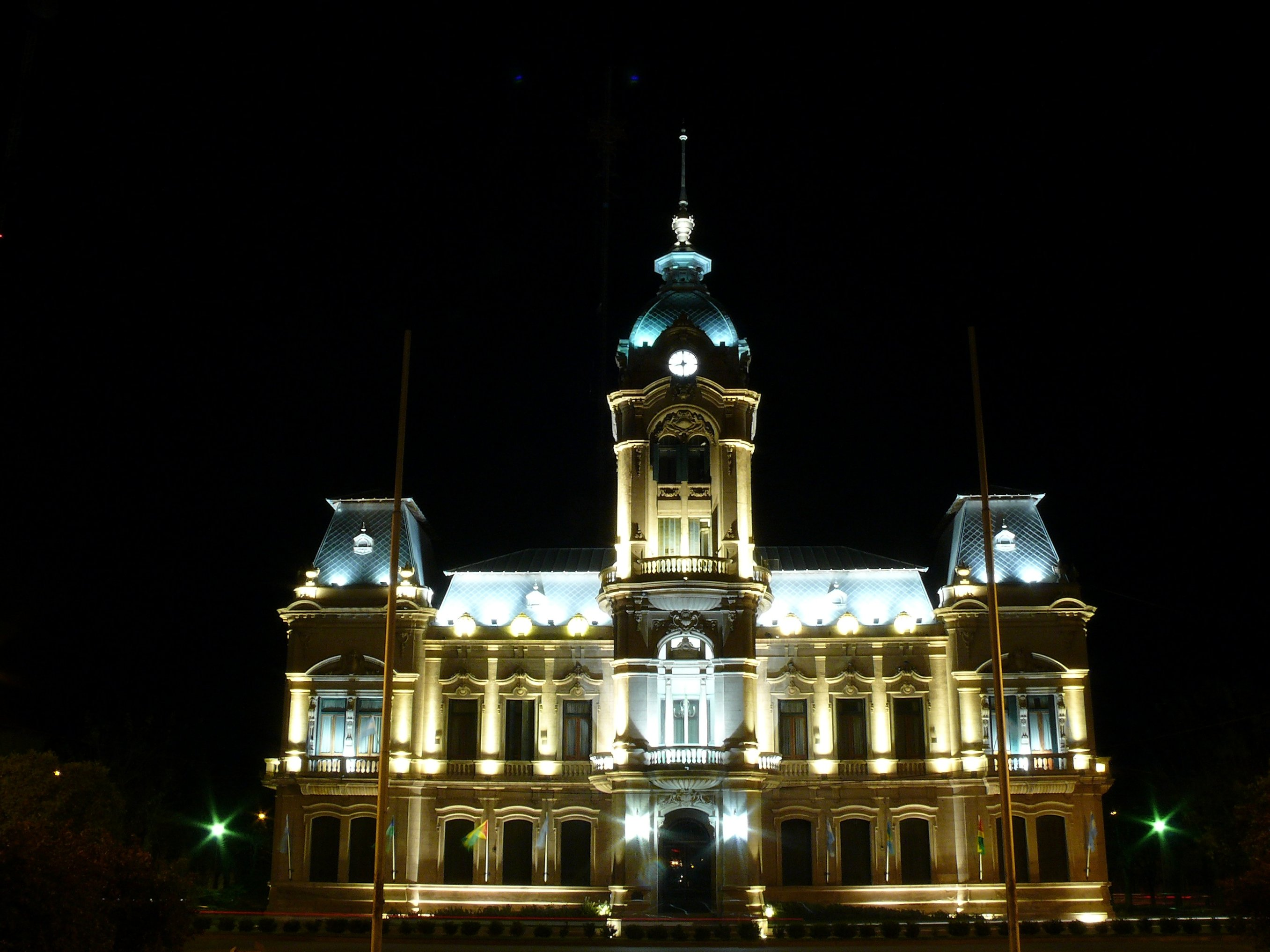

## Geboren
- Leandro Maly (1976), volleyballer